# 普雷特勒维尔
普雷特勒维尔（法語：Prêtreville，法語發音：[pʁɛtʁəvil] ⓘ）是法国卡尔瓦多斯省的一个市镇，属于利雪区。

## 地理
普雷特勒维尔（49°4'30"N, 0°15'0"E）面积11.23 平方千米，位于法国诺曼底大区卡爾瓦多斯省，该省份为法国西北部沿海省份，北濒大西洋英吉利海峡，东北与滨海塞纳省以海上边界相接，东临厄尔省，南至奧恩省，西与芒什省接壤。
与普雷特勒维尔接壤的市镇（或旧市镇、城区）包括：圣日耳曼德利韦、圣让德利韦、圣马丹德马约、瓦洛尔比凯、利瓦罗派多日。

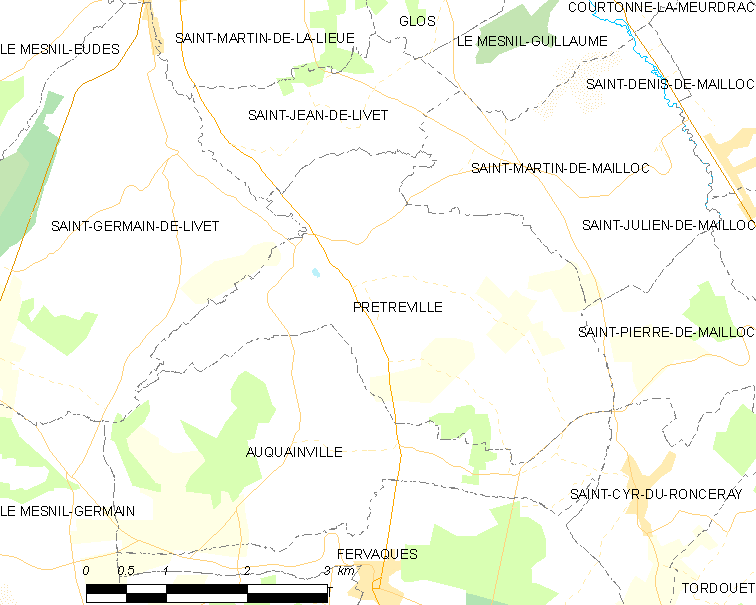
普雷特勒维尔的OSM定位图

普雷特勒维尔的时区为UTC+01:00、UTC+02:00（夏令时）。

## 行政
普雷特勒维尔的邮政编码为14140，INSEE市镇编码为14522。

## 政治
普雷特勒维尔所属的省级选区为梅济东瓦莱多日县。

## 人口

1962-2008年间普雷特勒维尔人口变化图示

普雷特勒维尔于2022年1月1日时的人口数量为390人。